# František Svoboda
František Svoboda (ur. 5 sierpnia 1906 w Wiedniu, zm. 6 lipca 1948), czeski piłkarz, napastnik. Srebrny medalista MŚ 34. Długoletni zawodnik Slavii.
Karierę zaczynał w Rapidzie Vinohrady. Piłkarzem Slavii został w 1926, grał w tym klubie do 1940. Wielokrotnie zostawał mistrzem Czechosłowacji (1929, 1930, 1931, 1933, 1934, 1935, 1937), w 1938 jego zespół triumfował w Pucharze Mitropa. Łącznie w pierwszej lidze czechosłowackiej zdobył 101 bramek, wszystkie w barwach Slavii. W 1935, z 27 trafieniami na koncie, był królem strzelców rozgrywek.
W reprezentacji Czechosłowacji zagrał 43 razy i strzelił 22 bramki. Debiutował 6 czerwca 1926 w meczu z Węgrami, ostatni raz zagrał w 1937. Podczas MŚ 34 wystąpił w trzech spotkaniach, zdobył jednego gola.